# 氢解
氢解是一種化学反应的一类。在反应過中，將碳-碳或碳-杂原子（如氧、硫、氮）单键断裂，未成键两端分别加上氢原子。
氢化一般以氢气为氢源液可以是一些含氢的还原试剂，在催化下进行的不饱和键的加氢反应。

## 例子
- 苄醚的脱苄化
- 缩硫酮在雷尼镍催化下加氢
- 石油化工中的加氢脱硫